# Аркаді Мартін
АннаЛінден Веллер (англ. AnnaLinden Weller) більш відома під псевдонімом Аркаді Мартін (нар. 19 квітня 1985) — американська історикиня, містобудівниця та авторка науково-фантастичної літератури. Володарка премії «Г’юго» за найкращий роман.

## Життєпис
Веллер народился і вирісла у Нью-Йорку. Зараз проживає в Санта-Фе, штат Нью-Мексико, зі своєю дружиною, письменницею Вівіан Шоу. Її батьки — класичні музиканти російсько-єврейського походження: мати — професор скрипки в Джульярдській школі, а батько грав в оркестрі Метрополітен-опери; АннаЛінден описує себе як «асимільовану американську єврейку» і зазначила, що в 1930-х євреї, які переїхали до Сполучених Штатів з Європи, «загалом грали класичну музику та водночас винаходили англомовну дисципліну наукової фантастики». Веллер також є кліматичною активісткою.

### Академічна кар'єра
У 2007 році Веллер отримала ступінь бакалавра з релігієзнавства в Чиказькому університеті, ступінь магістра класичних вірменських досліджень в Оксфордському університеті в 2013 році та ступінь доктора філософії з середньовічної візантійської, глобальної та порівняльної історії в Ратґерському університеті в 2014 році. АннаЛінден була запрошеним доцентом історії в Університеті святого Фоми з 2014 по 2015 рр., а з 2015 по 2017 рр. – доктором в Упсальському університеті. Авторка праці з історії Візантії та середньовічної Вірменії.

### Творчість
Під псевдонімом Аркаді Мартін, Веллер починає писати наукову фантастику з 2012 року.

#### Пам'ять імперії
Перший роман Мартін «Пам'ять імперії», опублікований у 2019 році, є початком її серії «Тейскалаан». Події відбуваються в майбутньому, де імперія Тейскалаанлі керує більшою частиною людського життєвого простору та збирається поглинути Lsel, незалежну шахтарську станцію. Щоб запобігти цьому, до столиці імперії відправляють посла станції Lsel Махіта Дзмаре, яка опиняється втягненою в кризу спадкоємства імперії. Мартін розповіла, що ця книга багато в чому є вигаданою версією її постдокторського дослідження про візантійський імперіалізм на кордоні з Вірменією в 11 столітті, зокрема про анексію царства Ані.
На сайті The Verge Ендрю Ліптак похвалив роман як «блискуче поєднання кіберпанку, космічної опери та політичного трилера», підкреслюючи характер Мартін та світобудову. В виданні Locus Рассел Летсон високо оцінив у романі «захоплюючу, а часом і вибухову суміш інтриги й антропологічної уяви», а також почуття гумору. Publishers Weekly та Kirkus Reviews дали роману зіркову рецензію, відзначивши легкість, з якою Мартін оживила світи своєї «розкішно створеної дипломатичної космічної опери», і порівняли роман Мартін із творами Енн Лекі та Юн Ха Лі. «Пам'ять імперії» була номінована на премію Nebula Award 2019 за найкращий роман і премію Locus 2020 за найкращий дебютний роман. У 2020 році роман отримав премію Г’юго за найкращий роман і потрапив до короткого списку премії Артура Кларка 2020 року.

#### Пустка під назвою мир
Друга частина серії «Тейскалаан», Пустка під назвою мир, була вперше опублікована в 2021 році. Розгортається через кілька місяців після подій першої книги. Махіт повернувся на станцію Lsel, Три морські трави підвищуються, але нудяться на Тейскалаані, а новий імператор на троні. Три Морські Трави отримує підвищення, але нудится на Тейскалаані, а новий імператор вже посів на трон. Книга була номінована на премію Nebula Award 2021 за найкращий роман, премію Locus 2022 за найкращий науково-фантастичний роман, премію Hugo 2022 за найкращий роман і потрапила у довгий список премії BSFA за найкращий роман.

## Особисте життя
Вона живе в Санта-Фе, штат Нью-Мексико, зі своєю дружиною, письменницею Вівіан Шоу.

### Серія Тейскалаан
1. Пам'ять імперії, Tor Books (2019) ISBN 9781250186430
2. Пустка під назвою мир, Tor Books (2021) ISBN 9781250186461

### Коротка художня проза
- "Lace Downstairs" (2012)
- "Nothing Must Be Wasted" (2014)
- "Adjuva" (2015)
- "City of Salt" (2015)
- "When the Fall Is All That's Left" (2015)
- "How the God Auzh-Aravik Brought Order to the World Outside the World" (2016)
- "'Contra Gravitatem (Vita Genevievis)'" (2016)
- "All the Colors You Thought Were Kings" (2016)
- "Ekphrasis" (2016)
- "Ruin Marble" (2017)
- "The Hydraulic Emperor" (2018)
- "Object-Oriented" (2018)
- "Just a Fire" (as by A. Martine) (2018)
- "Faux Ami" (as by A. Martine) (2019)
- "Labbatu Takes Command of the Flagship Heaven Dwells Within" (2019)
- "Life and a Day" (as by A. Martine) (2019)
- "A Desolation Called Peace" (excerpt) (2020)
- "A Being Together Amongst Strangers" (2020)

### Поезія
- "Хмарна стіна" (2014)
- "Відмовтеся від звичайних інструментів" (2016)

### Документальна література
- "Світ кожного постійно закінчується: примітки про те, як стати планувальником стійкості до клімату на межі антропоцену" (2019)

### Рев'ю
- "Заповіт Хел Дункан" (2015)
- "Репортаж з Planet Midnight Нало Гопкінсон" (2016)
- "Джинн закохується та інші історії Махвеш Мурад і Джаред Шурін" (2017)
- "Єдина нешкідлива велика річ Брук Боландер" (2018)